# 倉田晃
倉田 晃（くらた あきら、1947年4月14日 - ）は、福岡県出身の元プロ野球選手（内野手）。1973年の登録名は倉田 隆司（くらた たかし）。

## 来歴・人物
博多工業高では1964年、2年生の時に遊撃手として春の選抜に出場。エース橋本孝志を擁し準決勝まで進出するが、尾道商の小川邦和に抑えられ完封負け。しかし、同年6月の新潟国体では、決勝で尾道商を降し初優勝を飾る。
高校卒業後は、明治大学へ進学。東京六大学野球リーグでは1968年春季リーグで打率.441を記録、首位打者となる。1969年春季リーグでは同期の古屋英雄、1年下の今井恒夫の好投もあって8年ぶりの優勝を飾った。古屋以外の大学同期に外野手の小野寺重之らがいた。
1969年にドラフト外で西鉄ライオンズへ入団。1970年には主に二塁手として32試合に出場。5月には3試合に二番打者として先発し、ジュニアオールスターゲームにも選出される。しかしその後は一軍での出場機会に恵まれず、1973年に引退した。

## 詳細情報

### 年度別打撃成績
| 年 度     | 球 団     | 試 合 | 打 席 | 打 数 | 得 点 | 安 打 | 二 塁 打 | 三 塁 打 | 本 塁 打 | 塁 打 | 打 点 | 盗 塁 | 盗 塁 死 | 犠 打 | 犠 飛 | 四 球 | 敬 遠 | 死 球 | 三 振 | 併 殺 打 | 打 率 | 出 塁 率 | 長 打 率 | O P S |
| --------- | --------- | ----- | ----- | ----- | ----- | ----- | -------- | -------- | -------- | ----- | ----- | ----- | -------- | ----- | ----- | ----- | ----- | ----- | ----- | -------- | ----- | -------- | -------- | ----- |
| 1970      | 西鉄      | 32    | 25    | 22    | 4     | 4     | 0        | 0        | 0        | 4     | 0     | 1     | 1        | 2     | 0     | 0     | 0     | 1     | 5     | 1        | .182  | .217     | .182     | .399  |
| 1972      | 西鉄      | 11    | 4     | 4     | 1     | 0     | 0        | 0        | 0        | 0     | 0     | 0     | 0        | 0     | 0     | 0     | 0     | 0     | 1     | 0        | .000  | .000     | .000     | .000  |
| 通算：2年 | 通算：2年 | 43    | 29    | 26    | 5     | 4     | 0        | 0        | 0        | 4     | 0     | 1     | 1        | 2     | 0     | 0     | 0     | 1     | 6     | 1        | .154  | .185     | .154     | .339  |

### 背番号
- 2 （1970年 - 1972年）
- 33（1973年）

### 登録名
- 倉田 晃 （くらた あきら、1970年 - 1972年）
- 倉田 隆司 （くらた たかし、1973年）